# Neal H. Moritz
Neal H. Moritz, född 6 juni 1959 i Los Angeles i Kalifornien, är en amerikansk filmproducent och grundare av filmbolaget Original Film. Han har producerat över 70 stycken filmer, som år 2021 hade dragit in över 11 miljarder (världen över). Bland dessa filmproduktioner märks filmerna i Fast & Furious-serien, Jag vet vad du gjorde förra sommaren, Urban Legend (som medproducent) och En djävulsk romans.

## Biografi
Moritz föddes i Los Angeles med fadern Milton Moritz och Barbara (född Levin) och växte upp i stadsdelen Westwood i den västra delen av staden. Fadern och hans familj kom ursprungligen från Pittsburgh, men flyttade till Kalifornien när han var väldigt ung. Anledningen till detta var att fadern vid åtta års ålder hade insjuknat i reumatisk feber, och hans läkare föreslog att familjen skulle flytta till ett bättre klimat för att underlätta för sonen, vilket de gjorde. Moritz farfar Joseph Moritz ägde flera biosalonger i Pittsburgh, och var bland annat investerare i American International Pictures (AIP). Moritz familj är av judisk börd.

## Privatliv
Moritz är gift med Sarah Trimble Moritz och de har två barn.

## Filmproduktioner (i urval)
- 1992 – Juice
- 1997 – Volcano
- 1997 – Jag vet vad du gjorde förra sommaren
- 1998 – Urban Legend
- 1998 – Jag vet fortfarande vad du gjorde förra sommaren
- 1999 – En djävulsk romans
- 2000 – The Skulls
- 2001 – The Fast and the Furious
- 2001 – Soul Survivors
- 2001 – The Glass House
- 2002 – Slackers
- 2002 – xXx
- 2002 – Sweet Home Alabama
- 2003 – 2 Fast 2 Furious
- 2003 – S.W.A.T.
- 2003 – Out of Time
- 2004 – Torque – på högsta växel
- 2005 – xXx 2 – The Next Level
- 2005 – Stealth
- 2006 – The Fast and the Furious: Tokyo Drift
- 2006 – I'll Always Know What You Did Last Summer (direkt till video-film)
- 2007 – Evan den allsmäktige
- 2008 – Prom Night
- 2009 – Fast & Furious
- 2009 – Fast & Furious 5
- 2012 – 21 Jump Street
- 2013 – Fast & Furious 6
- 2013 – R.I.P.D.
- 2014 – 22 Jump Street
- 2015 – Fast & Furious 7
- 2015 – Goosebumps
- 2017 – Fast & Furious 8
- 2018 – Goosebumps 2: Haunted Halloween
- 2019 – The Art of Racing in the Rain
- 2020 – Sonic the Hedgehog
- 2021 – Fast & Furious 9
- 2021 – Escape Room 2: No Way Out
- 2022 – Sonic the Hedgehog 2
- 2023 – Fast X
- 2024 – Sonic the Hedgehog 3